# قهرمان شماره یک مردم
قهرمان شماره یک مردم (انگلیسی: Public Hero ﹟1) فیلمی در ژانر جنایی-درام به کارگردانی جی. والتر روبن محصول سال ۱۹۳۵ کشور ایالات متحده آمریکا است.

## بازیگران
- لیونل باریمور در نقش Doctor[۱]
- جین آرتور در نقش Maria Theresa "Terry" O'Reilly[۱]
- چستر موریس در نقش Jeff Crane[۱]
- جوزف کالیا در نقش "Dinkie" O'Reilly aka "Sonny" Black[۱]
- پال کلی در نقش Duff[۱]
- لوئیس استون در نقش Warden[۱]
- پال هرست در نقش Rufe Parker[۱]
- جورج استون در نقش Butch[۱]
- سام بیکر در نقش Mose
- لیلیان هارمر
- فرانک رایس
- زِفی تیلبری